# 北京街礼拜堂
北京街礼拜堂是中国大连市基督教新教教会，以前被称为大连路德教会，建筑物被指定为大连市重点保护建筑物。2006年被改名为“大连市承恩堂”，但通常被称为“北京街教堂”。

## 历史
- 1895年，丹麦国教会（Danish National Church，丹麦福音路德教会）以北京为首开始了在华北地区的传教，1914年建立了这个大连路德教会。

- 中华信义会归丹麦国教会管理，归属于东北信义会。丹麦国教会在旅顺也建立了路德教会。

- 中华人民共和国成立以后，改名为北京街教堂。 1966年～1977年文化大革命结束以后，80年代初礼拜重新开始，成为了继超教派·教派后的中国基督教协会教会。

- 曾经设有牧师馆的大连基督教三自爱国运动委员会和基督教协会的事务所，最近迁到了五一广场。

- 2002年，被指定为大连市重点保护建筑（第一批）。

- 2006年被命名为“大连市承恩堂”,但通常习惯被称为“北京街礼拜堂”。

## 现状
教会大体上保持了1914年建立时的模样。大连市6区内6个新教教会中，北京街礼拜堂，玉光街礼拜堂，旅顺礼拜堂保持了以前教堂原有的模样，而丰收堂，朝鲜族兴工礼拜堂，金州礼拜堂是最近被重建的教堂。